# Zapotitlán (métro de Mexico)
Zapotitlán est une station de la ligne 12 du métro de Mexico. dans la division territoriale Tláhuac, à Mexico au Mexique.
Elle est mise en service en 2012. Le trafic de la ligne est suspendu, jusqu'à nouvel ordre depuis l'accident survenu sur la ligne le 4 mai 2021.

## Situation sur le réseau

Plan du métro.

Établie en aérien, la station Zapotitlán, de la ligne 12 du métro de Mexico, est située entre la station Tlaltenco, en direction du terminus est Tláhuac, et la station Nopalera, en direction du terminus ouest Mixcoac,.
Elle dispose de deux voies et deux quais latéraux.

## Histoire
La station Zapotitlán est mise en service le 30 octobre 2012, lors de l'ouverture à l'exploitation de la première section de la ligne 12 du métro de Mexico, longue de 24,5 km entre les terminus Mixcoac et Tláhuac. Son nom vient de sa proximité à la colonie Santiago Zapotitlan — Tzapotl, raccourci de Cuatzapotl (sapotillier) et titlan qui signifie parmi les arbres. Le logo actuel représente un arbre aux trois branches portant des sapotilles, et sur le tronc des dents (tlantli) représentant le suffixe "tlan".
En 2014, le service est suspendu pendant plus de douze mois du fait de la découverte de problèmes structurels dans la partie aérienne de la ligne. Le 4 mai 2021, l'écroulement d'un viaduc de la section aérienne, lors du passage d'une rame, provoque un lourd bilan avec environ, 25 morts et 80 blessés. Le trafic est suspendu sur la ligne jusqu'à nouvel ordre.

## Services aux voyageurs

### Accès et accueil

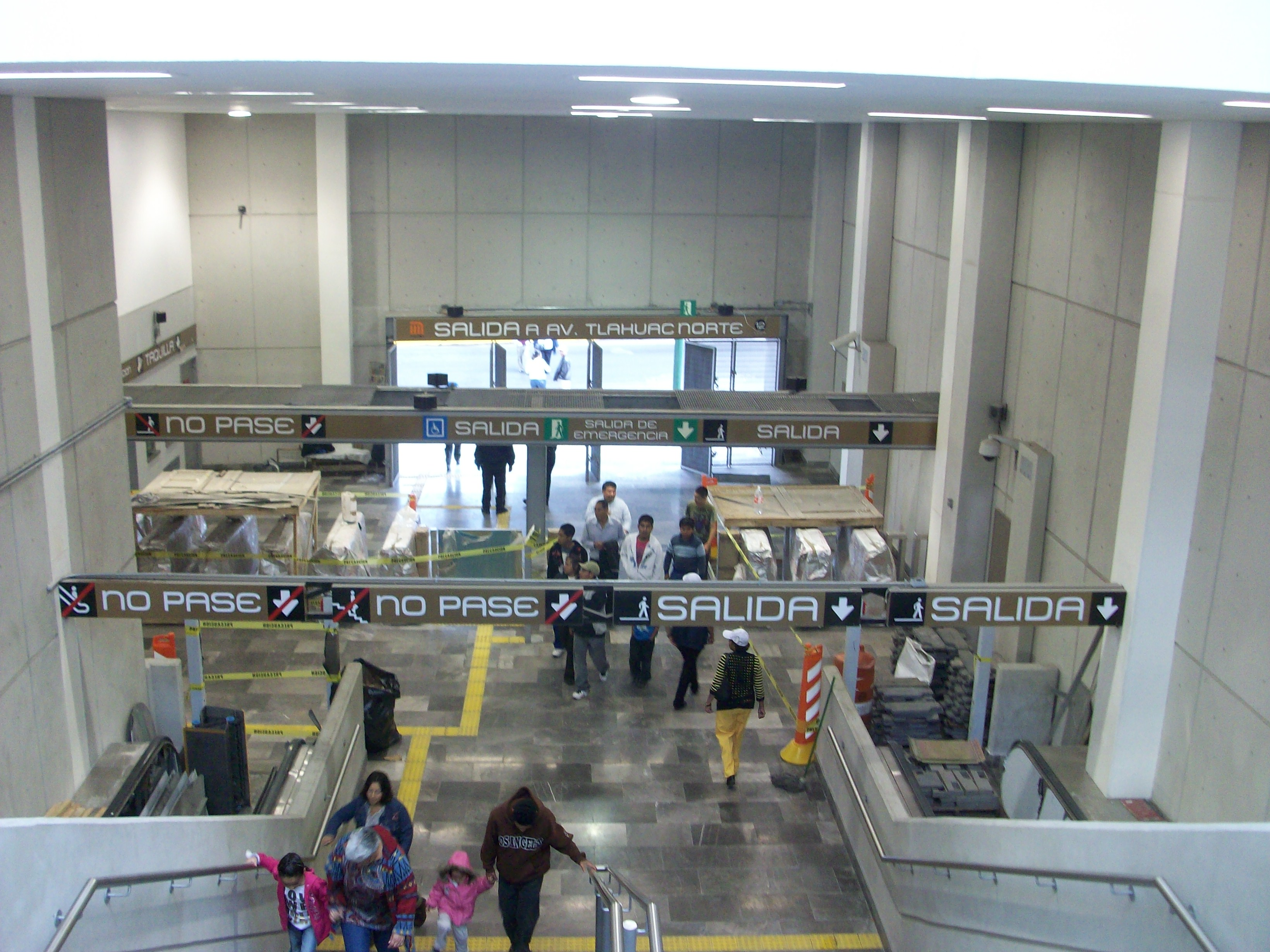
Intérieur de la station.

Elle dispose de deux accès : le premier est situé au nord de la voieTlahuac et le deuxième, au sud de cette voie, au croisement avec la voie Emilio Laurent. Elle est équipée d'escaliers et d'escaliers mécaniques et dispose, de trois ascenseurs pour les personnes à la mobilité réduite, et de plaques de guidages et d'informations en Braille pour les personnes malvoyantes.

### Desserte
Ouverte : du lundi au vendredi à 5h, le samedi à 6h et les dimanches et jours fériés à 7h, Tláhuac est desservie par les rames de la ligne 12 du métro de Mexico, sur la relation Mixcoac - Tláhuac.

### Intermodalité
Un parc pour les vélos non gardé est présent.